# Полурослик
Полурослик (англ. halfling, иногда переводится как невысоклик, половинчик) — распространённое в фэнтези название существ, внешне похожих на человека, но значительно уступающих ему в своём росте. 
Обычно понятия «полурослик» и «хоббит» одинаковы по смыслу, но термин «полурослик» более широкий, и полурослики в представлении многих писателей жанра фэнтези сильно отличаются от «классических» хоббитов Средиземья. Слово «полурослик» для обозначения хоббитов встречается ещё у Толкина, но, в отличие от слова «хоббит», оно не защищено авторскими правами, поэтому чаще всего употребляется именно «полурослик».

## ПолуросликиЗабытых Королевств

### Внешность
Халфлинги — короткие, пухлые существа, похожие на маленьких людей. Их лица широки и имеют округлую форму. Их волосы обычно кудрявые, и отдельные части ног покрыты шерстью. Халфлинги предпочитают не носить обувь. Средняя продолжительность жизни — 150 лет. Халфлинги являются самыми маленькими и самыми многочисленными из всех основных существ, населяющих Забытые Королевства. Халфлинги Забытых Королевств походят на детей людей, но имеют волосатые ладони и верхнюю часть ступни. Халфлинги, как правило, не носят бород, хотя встречаются и халфлинги с длинной бородой.

### Менталитет
Халфлингское высказывание: «В древности властвовали драконы, затем дворфы, потом эльфы, люди. Следующие кто будут властителями Фейруна — халфлинги». Это высказывание отражает типичную халфлингскую позицию — всё в мире обернётся для них выгодой. Халфлинги не являются расой злых существ: они не причинят вреда другим, до тех пор пока вред не принесут им, но их стремление занять лидирующие положение в Королевствах велико. Во многих гильдиях воров халфлинги являются главными ворами, так как способны пробираться в те места, куда представители других рас пробраться не смогут.
Халфлинги удовлетворены самой концепцией денег, считая деньги человеческим изобретением, которое спасает их расу. Халфлинги обожают собирать пачки денег, но, в отличие от дворфов со своими огромными сокровищницами, не видят никакого смысла хранить их, предпочитая деньги тратить. Халфлинги являются отличными ворами, их часто можно встретить там, где могут пригодиться их способности: в командах искателей приключений и в воровских гильдиях. Халфлинги вписываются в дворфские, гномские, эльфийские и человеческие общества везде, где могут, часто производя немного впечатления на своих соседей или вообще не производя его. Халфлинги предпочитают этот путь, так что они могут проживать свои жизни, как они захотят, без вмешательства. Большинство не-халфлингов забывает о далеком Люирене и его населении воинственных и территориальных халфлингов.

### Подрасы
В Фейруне живет три различных вида халфлингов:
- Призрачные Халфлинги
- Легконогие Халфлинги
- Сильные Сердцем Халфлинги

### История
Халфлинги — одна из «вновь прибывших» рас, появившаяся на Ториле вскоре после появления рас создателей примерно в то же время, что и дворфы, эльфы и гиганты. В истории не сохранилось точных записей, где появились первые халфлинги, но, вероятно, где-то к югу от Шаара. Немного халфлингов было замечено в Западном Сердцеземье непосредственно после Призрачных Войн Хин, и большинство их было блуждающими легконогими халфлингами. С тех пор халфлинги стали обычны и в многочисленных человеческих общинах, и, конечно, на дорогах, пересекающих расстояния между большими городами. Большинство халфлингов, с которыми сталкиваются фаэрунцы, имеют подрасу легконогих, но и сильные сердцем, и призрачные не неизвестны за пределами своих родных земель.

## Прочие упоминания
- В цикле Сергея Лукьяненко «Геном — Танцы на снегу — Калеки» «халфлинги» — одна из разумных рас Галактики.[значимость факта?]
- Во взаимосвязанных циклах Ника Перумова «Хроники Хьёрварда» и «Летописи Разлома» неоднократно упоминаются половинчики — одна из распространенных рас Упорядоченного. (Впервые термин «половинчики» употребляется в отношении хоббитов из перумовского цикла «Кольцо Тьмы», написанного как фанфик «Властелина колец» Толкина.) Перумовские половинчики ничуть не уступают в искусстве стрельбы эльфам (а половинчики Эвиала даже превосходят их), обладают весьма воинственным и задиристым нравом и очень независимы.[значимость факта?]
- Во вселенной компьютерной игры Overlord полурослики – это раса агрессивных существ, отдалённо напоминающих людей, занимающаяся грабежом и разбоем любых находящихся поблизости земель.[значимость факта?]